# Wojciech Dutka (działacz ekologiczny)
Wojciech Dutka (ur. 31 grudnia 1946, zm. 12 października 2005) – polski działacz na rzecz ochrony środowiska, założyciel i redaktor naczelny miesięcznika ”Przegląd Komunalny”, prezes firmy ABRYS sp. z o.o., założyciel Fundacji Polskie Urządzenia Komunalne, członek Polskiego Klubu Ekologicznego, Polskiego Zrzeszenia Inżynierów i Techników Sanitarnych oraz Towarzystwa Konsultantów Polskich, współzałożyciel Regionalnego Oddziału Polskiej Izby Ekologii w Poznaniu.
Przez kilka kadencji piastował funkcję radnego, działając w samorządzie gminy miejskiej Luboń. Dwie kadencje pełnił funkcję delegata do Sejmiku Samorządowego Województwa Poznańskiego (SSWP), gdzie kierował Komisją Ochrony Środowiska, inicjując między innymi powstanie zespołów problemowych do spraw Edukacji Ekologicznej i do spraw Odpadów Stałych. Członek Prezydium SSWP.
W 1989 r., założył wydawnictwo ABRYS. W 1991 założył ”Przegląd Komunalny” stanowiący pierwsze w Polsce czasopismo przeznaczone dla służb komunalnych i administracji publicznej. Pomysłodawca powstania czasopism ”Recykling”, ”Czysta Energia”, ”Wodociągi-Kanalizacja” oraz ”Leksykonu Techniki Komunalnej”. Współtwórca programów ok. 200 szkoleń i konferencji proekologicznych zorganizowanych przez jego firmę – Abrys.
Organizator Zjazdów Ekologicznych w ramach Tagów POLEKO, które przeistoczyły się w późniejszym okresie w Międzynarodowe Zjazdy Ekologiczne w Poznaniu, a w chwili obecnej stały się największą tego typu imprezą w Polsce, pod nazwą Międzynarodowy Kongres Ochrony Środowiska „ENVICON”. Organizator dwu edycji imprezy edukacyjno-proekologicznej skierowanej do młodzieży – EKO MEDIA FORUM. Inicjator konkursu o Szklaną Statuetkę, Puchar Recyklingu, oraz  Nagrody Pracy Organicznej w Ochronie Środowiska.
Był współzałożycielem redakcji lokalnego miesięcznika Wieści Lubońskie, oraz działaczem stowarzyszenia Kulturalno-Oświatowego ”Forum Lubońskie”.
Zmarł 12 października 2005 pośmiertnie został uhonorowany Nagrodą Pracy Organicznej w Ochronie Środowiska, która obecnie nosi jego imię.

## Odznaczenia
- Złoty Krzyż Zasługi
- Srebrny Krzyż Zasługi
- Medal Komisji Edukacji Narodowej
- Złota Odznaka honorowa „Za zasługi dla gospodarki przestrzennej”
- Złota Odznaka honorowa „Za Zasługi dla Ochrony Środowiska i Gospodarki Wodnej”
- Srebrna Odznaka honorowa „Za Zasługi dla Ochrony Środowiska i Gospodarki Wodnej”
- Odznaka honorowa „Za zasługi dla województwa wielkopolskiego”
- Odznaka Honorowa Miasta Poznania